# غاري كلارك (ممثل)
غاري كلارك (بالإنجليزية: Gary Clarke)‏ هو راقص وممثل أمريكي، ولد في 16 أغسطس 1933 بلوس أنجلوس في الولايات المتحدة.

## أعمال

### مسلسلات
- ذا فيرجينيان

## وصلات خارجية
- غاري كلارك على موقع IMDb (الإنجليزية)
- غاري كلارك على موقع ألو سيني (الفرنسية)
- غاري كلارك على موقع أول موفي (الإنجليزية)
- غاري كلارك على موقع قاعدة بيانات الأفلام السويدية (السويدية)
- غاري كلارك على موقع قاعدة بيانات الفيلم (الإنجليزية)
- غاري كلارك على موقع كينوبويسك (الروسية)
- غاري كلارك على موقع كينوبويسك (الروسية)